# Unió Musical La Nucia
La Unió Musical La Nucia és una societat musical de la Nucia (la Marina Baixa). Va ser fundada el 1981 i compta amb escola, banda jove i banda simfònica. Va néixer el 9 d'agost de 1981. Entre aquest any i el 1987 fa actuacions locals però també algunes de més reeixides, com l'actuació en el programa de televisió un, dos, tres i la participació en un Certamen Provincial l'any 1987. En 2006 grava el seu primer CD. Arran d'un concert fet en 2011, la banda col·labora amb Pep Gimeno "el Botifarra" en la gravació d'un CD l'any 2013.